# 宝生九郎知栄

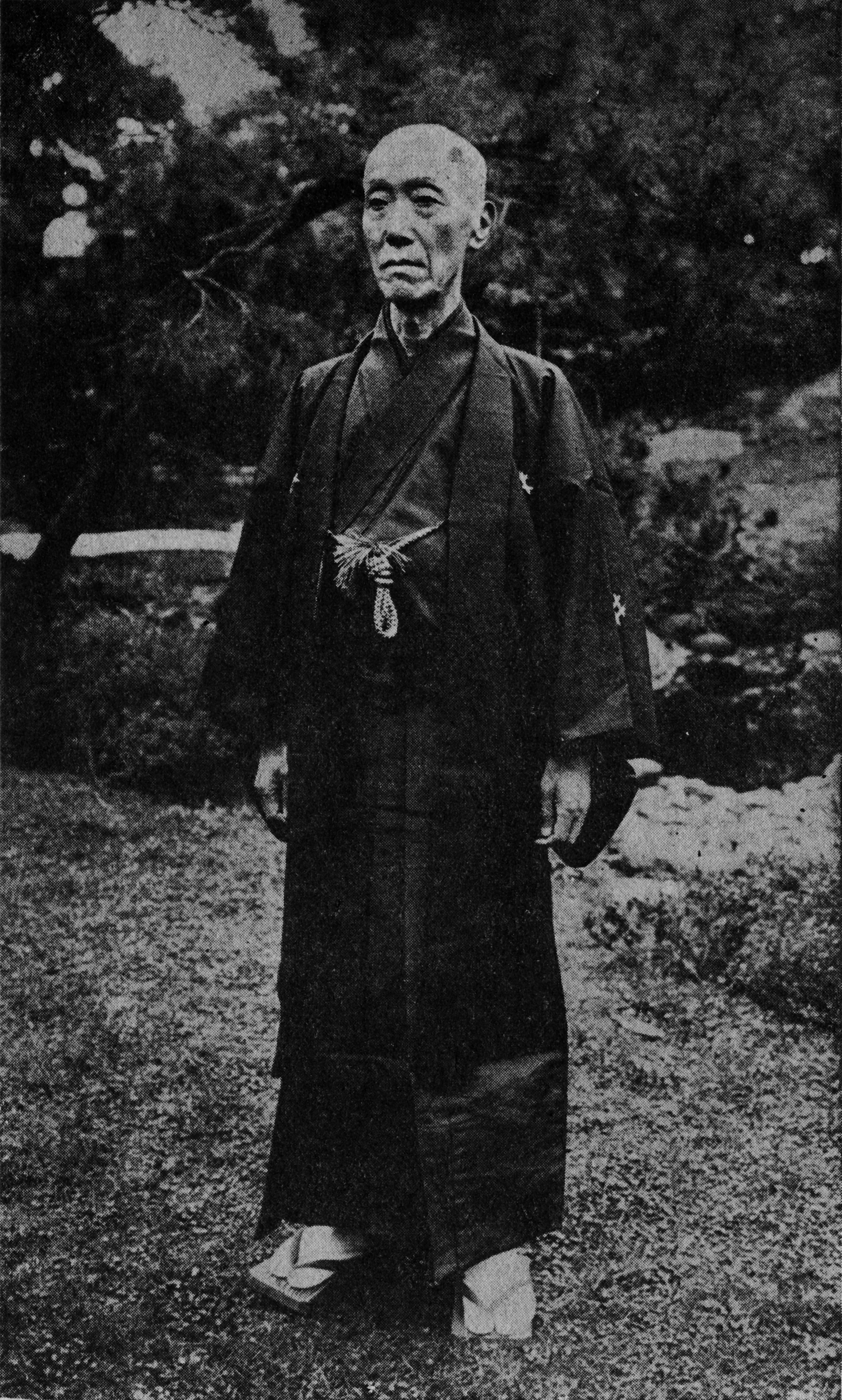
十六世宝生九郎

十六世 宝生 九郎（じゅうろくせ ほうしょう くろう、1837年7月10日（天保8年6月8日）- 1917年（大正6年）3月9日）は日本の能楽師。能楽シテ方宝生流16世宗家。本名は寶生 知榮（ほうしょう ともはる）。
維新後衰退した能楽界にあってその復興の中心を担い、初世梅若実・桜間伴馬とともに「明治の三名人」と並び称される。また多くの後進を育て、宝生流のみならず、能楽界全体の発展に力を尽くした。

## 生涯

### 最後の宝生大夫
宝生大夫・宝生弥五郎友于（宝生流15世宗家）の次男（兄は夭逝）として江戸の神田に生まれる。幼名は石之助。
江戸時代後期の宝生座は、将軍家斉・家慶の支持を受け、他座を圧倒する勢威を誇っていた。父・友于もやはり将軍の後援の元、第一人者として活躍した名手であった。
1842年（天保13年）5月15日、江戸城本丸の舞台で「関原与一」を務め、6歳で初舞台を踏む。なおこの時ワキを務めたのが、後にワキ方の名手となる宝生新朔であり、やはり7歳の初舞台であった。
1848年（弘化5年）、友于は江戸で勧進能を催行する。江戸での勧進能は当時観世大夫の特権であり、それを覆したこの勧進能は、宝生座の隆盛期を象徴するものとされる。このいわゆる「弘化勧進能」で、九郎は12歳ながら16番の能を演じ、その才能が注目された。
1853年（嘉永6年）12月、父・友于の引退に伴い、17歳で家督を嗣ぐ。この相続は、弟・重次郎を偏愛する友于の妻に反発した門弟たちが、九郎を推して友于を隠居させたものとも言われる。
こうして大夫として座を統率することとなった九郎であったが、32歳の1868年（明治元年）、幕府の崩壊に遭う。明治維新により、九郎を含む能役者たちは、その生活の糧を全く失い、路頭に迷うこととなった。

### 能楽の崩壊と復興
1869年、エディンバラ公アルフレッド王子来日に際し、赤坂の紀州藩別邸で饗応のため4番の能が催され、九郎は略式の「羽衣」を舞った。
しかしあくまで九郎は幕府に殉じて、能の道を離れるつもりであった。算盤を習い、他人に宝生家を嗣がせると、名も伊賀屋九助と改めて商人になろうとした。もっともこれは上手くいかず、1871年には帰農届を出して、板橋で一農夫として暮らし始めることとなる。
一方この頃、東京では前金剛大夫・金剛唯一や、観世座のツレ役者であった初世梅若実（当時梅若六郎）らが地道に活動を続けていた。また欧米を視察した岩倉具視などの要人にも、能楽保護の動きが起こり始めていた。
隠居していた九郎に、能楽界への復帰を強く勧めたのが梅若実であった。当初これを固辞していた九郎であったが、やがて1872年頃から梅若舞台や金剛舞台での稽古能などに出演するようになる。1874年には東京へ戻って、深川吉永町に住した。以後「深川」は九郎の代名詞となった。
1876年4月、岩倉具視邸に明治天皇・昭憲皇太后が行幸啓し、前田斉泰父子、梅若実とともに、九郎は「熊坂」（半能）・「紅葉狩」・「望月」を天覧に供した。これは実の計らいによるものであり、これによって九郎は本格的に能楽界に復帰することとなった。
以後、九郎は実らとともに能楽界の中心人物として活躍する。1878年、英照皇太后の青山御所に能舞台が建てられた際にはその御用係の一人となり、また1881年4月、岩倉が中心となって作られた後援団体・能楽社が建設した芝能楽堂の舞台開きでは、「翁」付「高砂」を演じた。1885年に自流の舞台を持つまでは、この芝能楽堂が九郎の主要な活動の場となった。

### 能楽界の指導者として
1885年、門弟の松本金太郎が自宅に能舞台を建て、以後「温古会」（宝生会の前身）として演能活動を行う。
九郎は後進の育成にも熱心であり、その門下からは、松本長・野口兼資・近藤乾三・高橋進・田中幾之助といった名手を輩出した。また自流のみならず、金春流の桜間伴馬の嗣子・金太郎（後の桜間弓川）を宝生会に出演させ、修業を積ませたことも知られている。さらには川崎九淵・三須錦吾・三須平司・幸祥光ら囃子方への後援を行うなど、その見識の広さもあって、能楽界の指導者として畏敬を集めた。
1906年、古稀を祝って「安宅　延年之舞」を舞うが、これを最後に、以後は謡のみの活動となり、後進の指導に専念することとなった。ただし1910年、前田侯爵邸で明治天皇臨席の下催された能では、特別に舞囃子「雲雀山」を舞っている。この際には、九郎の舞を一目見ようと、楽屋の能楽師たちが人垣をなして舞台を覗いていたという。
1915年（大正4年）、大正天皇の即位式に際して宮中で行われた大典能では、池内信嘉らとともにその準備の中心を担った。この際、九郎に「翁」を務めることを勧めるものも多かったが、固辞したという。
1917年3月9日、死去。80歳。野口兼資によれば、最期の床にあっても、炬燵に入って稽古を続けていたという。
命日の7月10日は「円照忌」として、弟子たちが集い、麻布の祥雲寺で法事を営んだ。
実子はなく、養嗣子に定めていた豊喜も早世している。一時は松本長が後継者となったが、最終的には分家である宝生嘉内の子・勝が養子となって後を嗣いだ。これが17世宗家宝生九郎重英である。

## 評価
「明治の三名人」の中にあって、九郎の芸は「位」を以て勝るとされ、「其の芸の気品高き点に於いては何人も追随し得ぬものがあつた」と評される。
またその美声は名高く、金剛流宗家・金剛右京は「美声で、声量があって、惚々とするような」謡であったと述べている。1910年、「蝉丸」の素謡を聴いた能評家・坂元雪鳥は、朝日新聞の能評欄で「洗練の極、渾然として玉の如き謡振り」と賛辞を送った。
逆に舞はそれほど得意でないと評判され、笛の名人であった森本登喜は「清経　恋の音取」で共演した際、その足運びを「みっともない」と感じたというが、しかしその彼でさえ、謡が始まるや否や「降参」してしまった。桜間伴馬はこうした批評に対し、「そんな事と芸の巧さとはマルデ違ふ」と憤慨して九郎を擁護した。
一方で戦後に喜多実は、その謡を「玉を転ばすような柔かい節回しと玲瓏な声調」の名調としながらも、「深みとか寂びとか、あるいは重々しさとかいったもの」は受け取れないと評し、それは維新後の混乱期にあって、大衆の心を掴もうと努力した結果なのではないかと推測している。
前述の通り、また単に一人の能楽師としてのみならず、その生涯を能楽界全体の発展に尽くし、この点ではまさしく並び立つもののない存在である。また宝生流の現行曲を180番に減らす、梅若流の独立に反対するなど、近代能楽史において九郎が与えた影響は大きい。

## 人物

### 稽古
門下に多くの俊英を生んだ九郎であったが、その稽古が厳しかったことは夙に名高い。6歳年下で、九郎の片腕役を務めた松本金太郎は「なにしろこの老人をぶんなぐるんですからね」と周囲に師匠自慢半分こぼしていたという。
野口兼資によれば、その稽古は理屈などは一切抜きで、まず一度は自分でやってみせ、それから出来るまで何度も弟子に繰り返させる、というものであり、兼資らは一心に九郎の芸を真似ることに努めたという。そして九郎が「ちつとは自分の考へも入れてやつて見ろ」と促すので、実際に弟子が自分なりの工夫をして演じると、「考へてやれといつたとてあれは何だ、あんな変なことをやる奴があるか」と叱られる、といった具合であった。対して上手く出来た際には決まって、「まあ、あれぐらいなら他流の人が見ても恥かしくはないよ」という言い方で賞めたという。
近藤乾三は、九郎の「せめて下手になれ」という言葉を繰り返し語っている。

### 楽屋
桜間弓川によると、宝生会では九郎は誰よりも早く楽屋に入り、そして万事に指示を出していたという。その指示は「一分のスキもない」行き届いたものであった。また他流との共演においても、九郎が楽屋に入ると、私語はたちまち止み、皆が姿勢を正して、その視線を九郎に集中したという。弓川は九郎の死の直後は、九郎が楽屋にいないと思うと「能を舞つても、何だか張り合ひがなくて困りました」と語っている。

### 私生活
上述のように、芸事においては厳格を極めた九郎であったが、能を離れれば四角張らない、遊びも心得た粋な江戸っ子であった。その妻は、吉原の花魁であったとも伝えられる。近藤乾三によれば、当時吉原では九郎を詠んだ、以下のような小唄があったという。
わが庵は都の辰巳　深川の
清き流れについ水馴れ棹
さす手　引く手の舞の袖
馴れし扇の五つ雲
一面、酒には弱く、松浦伯爵家での演能前、うっかり酒蒸しを食べてしまい、なかなか酔いが醒めず閉口したことがあった。宴会では、昆布茶を徳利に入れて飲んでいたという。また雷が大の苦手であった。

### 松本たかし
俳人・松本たかしは、九郎の門弟・松本長の長男である。病身のため能楽師の道を断念して俳句の道に進んだが、生涯で3本の小説を発表している。その「初神鳴」「殺生石」「一番能」は、いずれも若き日の宝生九郎を主人公とした作品である。「初神鳴」は「獅子の座」のタイトルで1953年大映で映画化され、少年時代の九郎（石之助）を、子役時代の津川雅彦が演じている。